# Pedro Alexandrovich de Oldemburgo
Pedro Alexandrovich de Oldemburgo (Pedro Frederico Jorge), (21 de novembro de 1868 - 11 de março de 1924) foi o primeiro marido da grã-duquesa Olga Alexandrovna da Rússia, irmã mais nova do czar Nicolau II.

## Família
Pedro Alexandrovich foi o único filho do casamento entre o duque Alexandre de Oldemburgo e a princesa Eugénia Maximilianovna de Leuchtenberg. Os seus avós paternos eram o duque Pedro Georgievich de Oldemburgo e a princesa Teresa de Nassau-Weilburg. Os seus avós maternos eram o duque Maximiliano de Leuchtenberg e a grã-duquesa Maria Nikolaevna da Rússia. Era bisneto de dois czares: Paulo I através do seu pai e Nicolau I através da mãe.

## Casamento

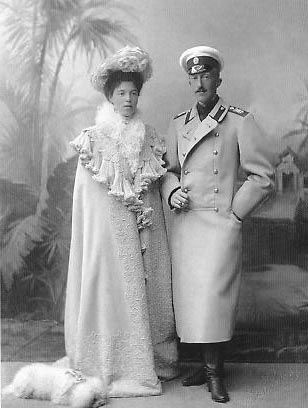
Pedro Alexandrovich com a primeira esposa

Em 1900, Pedro começou a acompanhar a grã-duquesa Olga Alexandrovna, filha mais nova do czar Alexandre III, na altura com dezoito anos de idade, ao teatro e à opera. No ano seguinte surpreendeu Olga quando a pediu em casamento. Mais tarde a grã-duquesa contou que "fiquei tão surpreendida que tudo o que me saiu da boca foi 'obrigada'". Olga chegou depois à conclusão de que Pedro tinha sido forçado a fazer o pedido pela sua mãe ambiciosa. É provável que a grã-duquesa tenha aceite o pedido para se libertar da sua mãe ou para não ser forçada a mudar-se para uma corte estrangeira. O casamento foi anunciado em maio de 1901 e foi uma surpresa para muitos, visto que Pedro nunca tinha mostrado interesse por mulheres antes. A imperatriz-viúva, Maria Fedorovna, escreveu numa carta ao seu filho mais velho, o czar Nicolau II: "tenho a certeza que não vais ACREDITAR no que acabou de acontecer. A Olga está noiva do PETYA e AMBOS estão muito felizes. Tive de dar a minha bênção, mas aconteceu tudo tão depressa e de forma tão inesperada que ainda não consigo acreditar."  O czar escreveu na sua resposta à mãe: "... não acredito que a Olga esteja MESMO noiva do Petya. Provavelmente estavam os dois bêbados ontem. Rimo-nos muito ao ler a tua carta e ainda não recuperamos completamente."  Um comité do czar redigiu um acordo pré-nupcial juntamente com a família Oldemburgo e os ministros do governo que prometia um rendimento anual de 100,000 rublos a Olga da parte do czar e um milhão de rublos que seria depositado num fundo que a grã-duquesa poderia colocar a render juros.
Pedro e Olga casaram-se no dia 9 de agosto de 1901 em São Petersburgo, numa grande cerimónia na qual estiveram presentes a família, os ministros do governo, embaixadores estrangeiros e cortesãos. Passaram a lua-de-mel em Voronezh, uma propriedade dos Oldemburgo numa atmosfera amargurada devido a uma zanga entre Pedro e o seu pai por causa do jogo. Pedro era um conhecido e incurável viciado no jogo. O dinheiro que conseguia tirar à mulher era muitas vezes perdido neste vício. No outono de 1901, o casal foi até Biarritz onde um incêndio no hotel onde ficaram hospedados destruiu grande parte dos uniformes e medalhas de Pedro, incluindo uma ordem dinamarquesa pedida especialmente para ele e talhada por Fabergé. O rei Eduardo VII do Reino Unido, tio de Olga, emprestou-lhes o seu iate e o casal viajou nele até Sorrento. Quando regressaram à Rússia mudaram-se para um palacete de duzentos quartos em São Petersburgo, oferecido pelo czar. O casamento nunca foi consumado, e os amigos e família de Pedro acreditavam que ele era homossexual. Dois anos depois do casamento, Olga conheceu um oficial de cavalaria da sua idade, Nikolai Kulikovsky, por quem se apaixonou. Olga enfrentou o marido e pediu-lhe o divórcio, algo que ele recusou, dizendo que poderia reconsiderar a proposta daí a sete anos. Contudo, Pedro nomeou Kulikovsky para seu ajudante-de-campo e deu-lhe autorização para viver na sua casa com Olga.

## Anulamento e exílio
A meio da Primeira Guerra Mundial e depois de terem vivido separados durante dois anos, o casamento de Pedro e Olga foi anulado no dia 16 de outubro de 1916. Olga casou-se com Kulikovsky no mês seguinte. Depois da Revolução Russa de 1917, Pedro e a sua mãe conseguiram fugir da Rússia e instalaram-se na França. Lá, Pedro casou-se uma segunda vez com Olga Vladimirovna Ratkova-Rognova, de quarenta e quatro anos, no dia 3 de maio de 1922 da qual também não teve filhos.
Um amigo de Pedro, o senador A. A. Polovtsev, disse que ele "parece uma pessoa doente". Pensava-se que Pedro era hipocondriaco, tinha uma constituição magra e delicada e preferia dedicar-se a actividades caseiras do que ao desporto. Morreu aos cinquenta e cinco anos de idade, em 1924, em Antibes, na França antes de ambos os pais. Foi enterrado na cripta dos russos ortodoxos na Igreja do Arcanjo São Miguel em Cannes.